# El Mojón (Capital)
El Mojón es una localidad argentina ubicada en el departamento Juan Francisco Borges de la provincia de Santiago del Estero. Se encuentra sobre al este de la ruta nacional 9, 25 km al sur de la ciudad de Santiago del Estero.

## Población
Cuenta con 85 habitantes (Indec, 2010), lo que representa un descenso del 68% frente a los 266 habitantes (Indec, 2001) del censo anterior.
| Gráfica de evolución demográfica de El Mojón entre 1991 y 2010 |
|                                                                |
| Fuente: Censos nacionales del INDEC                            |

- Datos: Q6427228